# Таутермень
Таутермень (чув.Тукермен) — деревня в Пестречинском районе Татарстана. Входит в состав Янцеварского сельского поселения.

## География
Находится в северо-западной части Татарстана на расстоянии приблизительно 30 км на восток по прямой от районного центра села Пестрецы у речки Нырса.

## История
Известна с 1680 года как Починок Тигирментов, упоминалась также как Таутимирчан, Таутерлан, Таукермен. В 1900 году была открыта церковно-приходская школа.

## Название
Историческое Тукермен состоит из двух чувашских слов Ту - холм и Кермен - крепость, дворец. Впервые упомянута как населённая чувашами на Чувашской даруге. 

## Население
Постоянных жителей было: в 1782 — 28 душ мужского пола, в 1859—418, в 1897—652, в 1908—785, в 1920—740, в 1926—777, в 1938—509, в 1949—442, в 1958—276, в 1970—174, в 1979—116, в 1989 — 53, в 2002—32 (татары 66 %, русские 34 %), 7 в 2010.